# Trenque Lauquen (Buenos Aires)
Trenque Lauquen is een plaats in het Argentijnse bestuurlijke gebied Trenque Lauquen in de provincie Buenos Aires. De plaats telt 30.764 inwoners.

## Geboren in Trenque Lauquen
- Manuel Ferreira, voetballer (1905-1983)
- Ernesto Farías, voetballer (1980)